# Vierre (rivière)
La Vierre est une rivière de Belgique, affluent en rive droite de la Semois et faisant donc partie du bassin versant de la Meuse. Très forestière la rivière a l’entièreté de son parcours dans la province de Luxembourg, en Belgique. Un barrage, dans la forêt de Suxy, a créé le 'lac de la Vierre'.

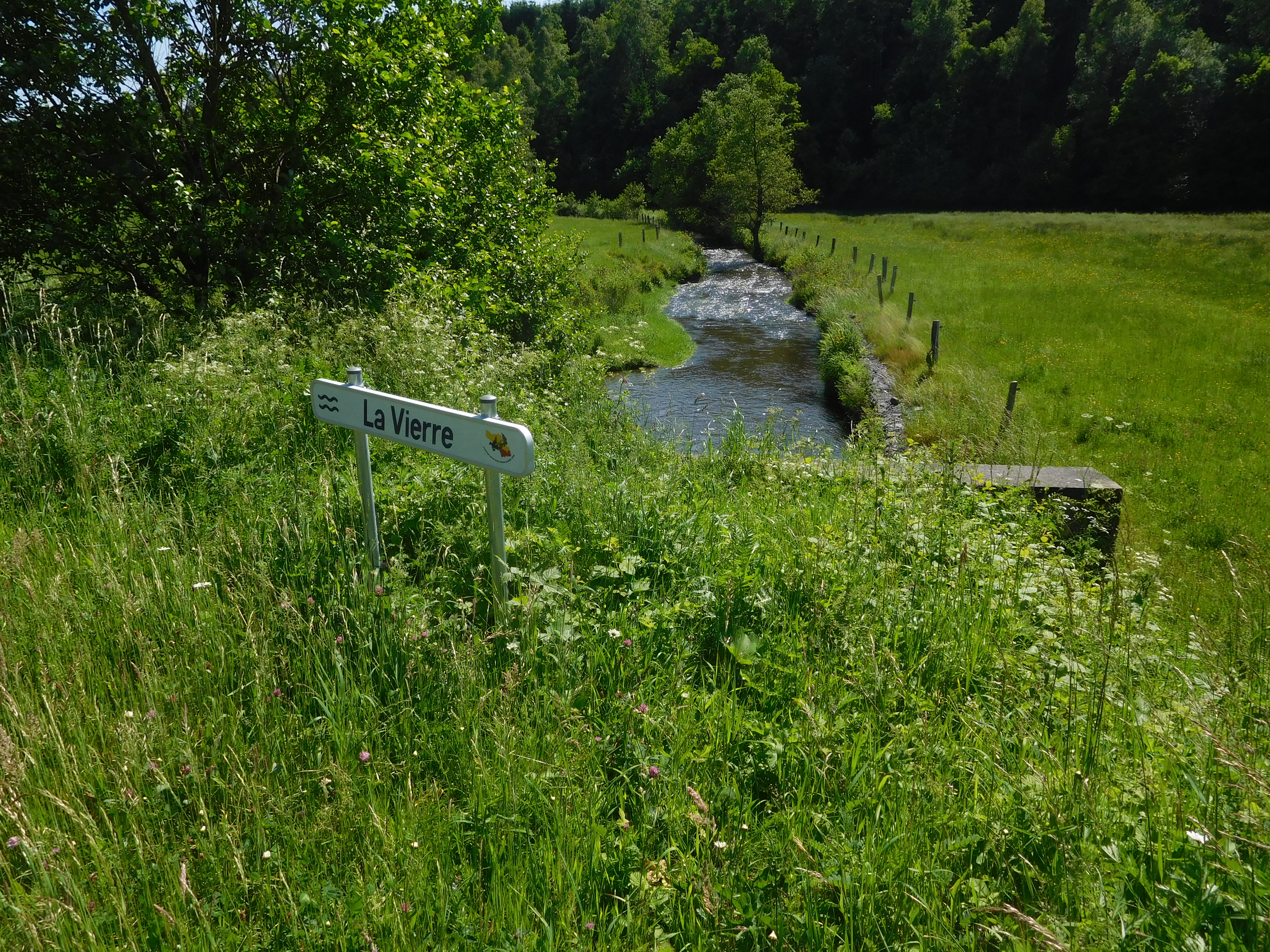
La 'Vierre' à son passage à Orgeo

## Description
Sur son tracé le plus long, la Vierre prend sa source dans le bois d’Outrouge, au sud-ouest de la ville de Libramont.  Bordée par la ligne de chemin de fer 165 (Libramont-Virton) elle traverse Bertrix, Orgeo, Gribomont, Martilly et Straimont. Entrant dans la grande forêt de Suxy elle traverse le bourg de Suxy où la rejoignent les eaux d’une autre source venant de Neufchâteau. Au sud de Suxy, et en pleine forêt, un barrage crée le lac de la Vierre (35 hectares). Continuant son parcours vers le sud elle arrive à Les Bulles et se jette dans la Semois entre Les Bulles et Jamoigne (commune de Chiny), à une altitude de 315 mètres.

## Débit

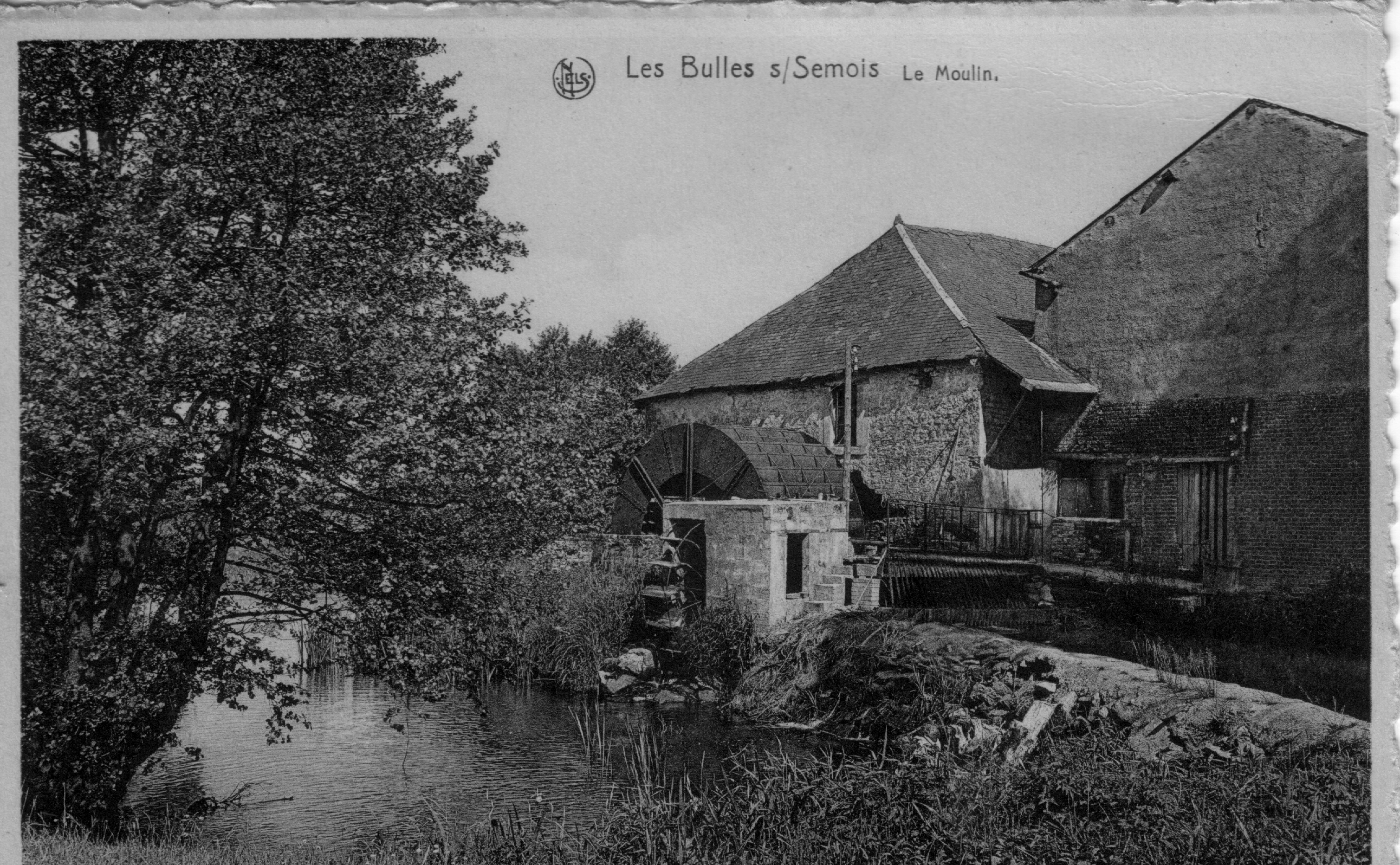
Moulin sur la Vierre, à Les Bulles (en 1909)

Entre 1992 et 2001, le débit moyen annuel a été mesuré à Jamoigne. Sa médiane était de 5,6 m3/s, son maximum de 6,6 m3/s (en 2001) et son minimum de 2,5 m3/s (en 1996). Toutefois, le régime hydrologique est influencé par le barrage situé en amont.